# Josef Follmann
Josef Follmann (* 17. September 1875 in Ruhrort; † 28. Januar 1938 in Duisburg) war ein deutscher Metallurg und Manager der Stahlindustrie.

## Leben
Josef Follmann studierte Hüttenkunde an der Technischen Hochschule Charlottenburg und der Bergakademie Freiberg. 1899 wurde er Mitglied des Corps Saxo-Borussia Freiberg. Nach dem Studium begann er seine berufliche Laufbahn bei der Phönix AG in Ruhrort-Lahr. 1904 wechselte er als Betriebsassistent zu den Röchling’schen Eisen- und Stahlwerken in Völklingen. 1910 wurde er Betriebschef bei der Westfälischen Drahtindustrie in Hamm. Von 1912 bis 1922 war er bei der Gelsenkirchener Bergwerks-AG, Abteilung Rothe Erde in Eschweiler, tätig. Danach wechselte er als Stahlwerksdirektor zum Phoenix Hoerder Verein. 1926 wurde er mit deren Gründung Vorstandsmitglied der Vereinigten Stahlwerke AG, zuständig als technischer und Hüttendirektor für die Drahtwerke der Westfälischen Union in Hamm.